# Alfredo Holtreman, Visconde de Alvalade
Alfredo Augusto das Neves Holtreman (Santo Estêvão do Milagre, Santarém, 6 de Abril de 1837 – Lisboa, 7 de Junho de 1920), Visconde de Alvalade, foi um advogado, proprietário, empresário e dirigente desportivo português.

## Família
Descendente por via masculina da família Holtreman, foi filho de António Maria Ribeiro da Costa Holtreman, Bacharel em Direito pela Faculdade de Direito da Universidade de Coimbra, Advogado em Lisboa e Deputado, e de sua mulher Libânia Augusta das Neves e Melo.

## Biografia
Bacharel formado em Direito pela Faculdade de Direito da Universidade de Coimbra, foi distinto Advogado em Lisboa e Proprietário de casas e terrenos, a Quinta das Mouras, junto ao Campo Grande, onde hoje está o Estádio José Alvalade.
O título de 1.º Visconde de Alvalade foi-lhe concedido, em uma vida, por Decreto de D. Carlos I de Portugal de 22 de Junho de 1898.
Da primeira filha, teve como neto materno José Alfredo Holtreman Roquette, mais conhecido por José Alvalade. Em 1904 quando este seu neto lhe pediu ajuda financeira para fundar o que viria a tornar-se Sporting Clube de Portugal, além de 200$000 réis, disponibilizou também terrenos na sua Quinta das Mouras em Alvalade, que abarcava as actuais zonas do Lumiar, Campo Grande e Alvalade, em Lisboa, para a construção do Estádio. Foi nomeado 1.º Presidente do Sporting Clube de Portugal, fundado a um Domingo, 1 de Julho de 1906, de Terça-Feira, 8 de Maio de 1906 a 3 de Janeiro de 1910, e, mais tarde, seu único Presidente-Honorário.
Após a Implantação da República a 5 de Outubro de 1910, o 1.º Visconde de Alvalade perdeu o interesse no Sporting Clube de Portugal, até porque se viu obrigado a ausentar-se para Londres devido às suas ligações com a Família Real.

## Casamento e descendência
Casou na igreja paroquial do Coração de Jesus, em Lisboa, a 30 de Julho de 1859 com Julieta Natalina Luísa Garin (São Luís dos Franceses, Lisboa, 25 de Dezembro de 1840 – 11 de Janeiro de 1912), filha de Jacinto Garin, de origem Francesa, e de sua mulher Josefina Ana Scola, de origem Italiana, com quem teve duas filhas: 
- Josefina Libânia Garin Holtreman (19 de Junho de 1860 - 6 de Julho de 1892), casada em 1884 com António Ferreira Roquette, do qual foi primeira mulher, filho de José Ferreira Roquette, irmão do 1.º Barão de Salvaterra de Magos, e de sua mulher Maria Amélia de Faria, do qual teve um filho e duas filhas, sendo bisavós de José Maria do Espírito Santo Silva Ricciardi
- Maria Antónia Garin Holtreman, que morreu muito nova, solteira e sem geração